# Polyphagus serpentinus
Polyphagus serpentinus är en svampart som beskrevs av Canter 1963. Polyphagus serpentinus ingår i släktet Polyphagus och familjen Chytridiaceae.   Inga underarter finns listade i Catalogue of Life.